# Sable (videojuego)
Sable es un videojuego de exploración de mundo abierto desarrollado por Shedworks y publicado por Raw Fury. Fue lanzado el 23 de septiembre de 2021, para Microsoft Windows, Xbox One, y Xbox Series X/S, y el 29 de noviembre de 2022 en PlayStation 5.
El juego comienza con la presentación de Sable, una joven nómada la cual se debe embarcar en un rito de iniciación: encontrar la máscara apropiada para representar su propia identidad y a la vez regresar a su clan. Explorando el planeta desértico en ruinas de Midden, nuestra protagonista se encuentra con varios personajes que la ayudarán a encontrar su lugar en el mundo, además de se le proporcionarán varias tareas que a menudo implican resolver acertijos y plataformas a través de formaciones rocosas o ruinas antiguas.

## Jugabilidad
Sable es un videojuego de exploración de mundo abierto, en el que el jugador puede vagar y aventurarse de una manera no lineal. El juego no tiene combate o historia establecida, ya que la narrativa se explora a través del diálogo de los personajes no jugables y las señales ambientales, como los restos de una antigua civilización dejada a la interpretación. Enfatiza la resolución simple de acertijos y descubrimientos, atravesando dunas de arena y ruinas. La mecánica de plataformas se implementa a través de un indicador de resistencia que permite correr y escalar, así como la capacidad de deslizarse en el aire.
Algunas partes del juego son personalizables, como la hoverbike y la ropa de Sable, incluidas las máscaras basadas en la historia. Tanto las piezas de la hoverbike como las prendas de vestir se pueden adquirir simplemente explorando el mundo del juego o completando misiones proporcionadas por una variedad de personajes, que a menudo giran en torno a la recolección de pequeños materiales como insectos o frutas. Si bien la ropa es puramente cosmética, con la excepción de algunas máscaras, diferentes partes de la  hoverbike afectan a la forma en la que el jugador atraviesa el mundo de Midden, con diferentes partes que ofrecen varios grados de maniobrabilidad, aceleración y velocidad máxima.

## Desarrollo
Daniel Fineberg y Gregorios Kythreotis comenzaron el desarrollo de Sable en 2017, trabajando en un cobertizo perteneciente a los padres de este último. El equipo de desarrollo independiente de estas dos personas es conocido como Shedworks. La escritora Meg Jayanth también contribuyó al juego, mientras que la cantante y compositora estadounidense, Michelle Zauner usando el nombre de su banda Japanese Breakfast proporcionó la banda sonora del juego.
El concepto del juego vino del planeta Jakku en Star Wars: Episodio VII - El despertar de la Fuerza. Su estilo artístico se inspiró en las obras de ciencia ficción de Jean Giraud, también conocido como Mœbius. El juego también se inspiró en Breath of the Wild, de la serie The Legend of Zelda. Cada uno de los entornos del juego está hecho a mano.
El juego se mostró en el PC Gaming Show de E3 2018, donde fue nominado a Mejor Juego Independiente. Originalmente programado para 2019, el juego se retrasó dos veces para un lanzamiento en 2021. Su lanzamiento fue apoyado por Raw Fury y Microsoft. El juego se exhibió en el Festival de Cine de Tribeca, donde compitió por el Premio Tribeca Games inaugural.

## Recepción

### Recepción crítica
Sable recibió críticas «generalmente favorables» a «mixtas o promedio», según el agregador de reseñas, Metacritic.
Jonathan Peltz de Wired, calificó al de «precioso». Alice Bell de Rock Paper Shotgun, declaró que el juego se veía «fabuloso en carne y hueso», logrando cumplir con las expectativas estéticas. Sin embargo, criticó al juego por una serie de pequeñas irritaciones, incluida la mecánica de conducción torpe y la navegación difícil, comparándolas con las molestias causadas por los granos de arena en realidad. Tomas Franzese de Inverse elogió el juego por sus cualidades relajantes. The Washington Post le gustó el enfoque del juego para el postjuego, diciendo que adoptó «uno de los enfoques más relajados para un final de juego que he encontrado en un juego de mundo abierto».
Natalie Clayton de PC Gamer disfrutó de los diversos puntos de interés colocados en todo el mundo describiéndolo como «enigmático» y «memorable». GameSpot elogió la escritura del título, especialmente elogiando cómo ayudó a normalizar los personajes: «La escritura también es un punto fuerte, principalmente porque es relativamente subestimada. Estos personajes son personas normales que viven sus vidas, y esto se refleja en su diálogo agradable». Game Informer alabó el contenido secundario del juego, elogiando la «variedad narrativa» que hacía uso de partes inexploradas del mapa. The Guardian sintió que la naturaleza abierta del mundo y la narrativa de Sable ayudaron a diferenciarlo de otros juegos de mundo abierto, afirmando que «hay puntos de interés susurrados, pero no hay una lista de tareas agotadoras, y como tal, su viaje y destino son únicos, maravillosamente personales».

### Premios y reconocimientos
Sable fue nominado para el premio al Mejor Juego Independiente Debut en The Game Awards 2021, mientras que también obtuvo nominaciones para las categorías 2021 de Mejor Audio y Mejor Juego Indie de los Premios Golden Joystick del mismo año. Sable también fue elegido como el juego con la «mejor narrativa» por PC Gamer en 2021.

## Adaptación potencial
En octubre de 2021, Raw Fury anunció que habían firmado un acuerdo de primera vista con dj2 Entertainment para desarrollar adaptaciones de juegos como Sable, Night Call y Mosaic para cine y televisión.

## Banda sonora
Sable (Original Video Game Soundtrack) es un álbum de estilo indie rock de la banda estadounidense Japanese Breakfast para el videojuego Sable. Fue lanzado digitalmente por Sony Masterworks y Dead Oceans el 24 de septiembre de 2021, con copias en CD lanzadas el 29 de octubre de 2021 y vinilos listos para su lanzamiento el 1 de abril de 2022. El álbum fue precedido por el sencillo «Glider» el 27 de agosto de 2021.
Michelle Zauner, la cantante y compositora principal de la banda, fue contactada por Fineberg directamente para componer la banda sonora, ya que era consciente de su disfrute por los videojuegos. Zauner comenzó a escribir la partitura con arte conceptual y algunas descripciones escritas de lugares en el juego para inspirarse y orientarse. Los desarrolladores del juego buscaron a alguien que no hubiera compuesto previamente una banda sonora de videojuegos con la esperanza de evitar las convenciones estilísticas asociadas con los juegos de puntuación. Zauner ha llamado a la canción «Better the Mask», escrita para el juego, su «canción favorita que ha escrito como artista».

### Composición
La banda sonora de Sable consiste principalmente en canciones de ambient pop con «instrumentales de new age que evocan muy bien los paisajes ambientales y los estados de ánimo del juego». Combina sintetizadores, guitarras y percusión digital y analógica para crear «paisajes sonoros texturizados y profundamente envolventes». «Glider» y «Better the Mask» son dos melodías tradicionales de indie pop, con la última inspirada en la música de cantautor de la década de 1970. La puntuación se basa principalmente en la ubicación con diferentes pistas que diferencian el ciclo del juego de la noche y el día.

### Recepción crítica
Matt Collar de AllMusic dijo que el álbum «evoca el lirismo conmovedor de una banda sonora de anime de Hayao Miyazaki» y elogió la «capacidad de Zauner para traducir las emociones cinematográficas de ojos abiertos en magia pop». El escritor de Pitchfork, Zhenzhen Yu, llamó a la partitura «no tanto un álbum como el sistema nervioso de una narrativa» y dijo que sería «mejor experimentada junto con el acto físico de la exploración en el juego».

### Lista de canciones
| Lista de temas de Sable |                             |          |  |
| N.º                     | Título                      | Duración |  |
| 1.                      | «Main Menu»                 | 1:04     |  |
| 2.                      | «Glider»                    | 2:51     |  |
| 3.                      | «Better the Mask»           | 3:30     |  |
| 4.                      | «The Ewer (Day)»            | 4:05     |  |
| 5.                      | «The Ewer (Night)»          | 3:23     |  |
| 6.                      | «Eccria (Day)»              | 3:13     |  |
| 7.                      | «Eccria (Night)»            | 3:36     |  |
| 8.                      | «Campfires»                 | 1:06     |  |
| 9.                      | «Exploration (Ships)»       | 3:32     |  |
| 10.                     | «Exploration (Ruins)»       | 4:10     |  |
| 11.                     | «Exploration (Nature)»      | 4:12     |  |
| 12.                     | «Beetle's Nest»             | 3:28     |  |
| 13.                     | «Glow Worm Cave»            | 2:51     |  |
| 14.                     | «Pyraustas Ruin»            | 4:14     |  |
| 15.                     | «Badlands (Night)»          | 3:44     |  |
| 16.                     | «Hakoa (Day)»               | 2:40     |  |
| 17.                     | «Hakoa (Night)»             | 4:40     |  |
| 18.                     | «Sansee (Day)»              | 2:58     |  |
| 19.                     | «Sansee (Night)»            | 2:57     |  |
| 20.                     | «Redsee (Day)»              | 3:49     |  |
| 21.                     | «The Wash (Day)»            | 3:03     |  |
| 22.                     | «Chum Lair»                 | 1:35     |  |
| 23.                     | «Beetle Detour»             | 3:25     |  |
| 24.                     | «Machinist's Theme»         | 3:01     |  |
| 25.                     | «Cartographer's Theme»      | 1:44     |  |
| 26.                     | «Mark Caster's Theme»       | 1:19     |  |
| 27.                     | «Mischievous Children»      | 0:58     |  |
| 28.                     | «Ibexxi Camp (Day)»         | 1:56     |  |
| 29.                     | «Ibexxi Camp (Night)»       | 2:30     |  |
| 30.                     | «Burnt Oak Station (Day)»   | 3:12     |  |
| 31.                     | «Burnt Oak Station (Night)» | 3:43     |  |
| 32.                     | «Abandoned Grounds»         | 3:20     |  |